# Кампурьез
Кампурье́з (фр. Campouriez, окс. Camporiès) — коммуна во Франции, находится в регионе Окситания. Департамент — Аверон. Входит в состав кантона Сент-Аман-де-Кот. Округ коммуны — Родез.
Код INSEE коммуны — 12048.
Коммуна расположена приблизительно в 470 км к югу от Парижа, в 155 км северо-восточнее Тулузы, в 38 км к северу от Родеза.

## Население
Население коммуны на 2008 год составляло 400 человек.
| 1962 | 1968 | 1975 | 1982 | 1990 | 1999 | 2008 |
| ---- | ---- | ---- | ---- | ---- | ---- | ---- |
| 490  | 540  | 512  | 500  | 422  | 393  | 400  |

## Экономика
В 2007 году среди 224 человек в трудоспособном возрасте (15—64 лет) 165 были экономически активными, 59 — неактивными (показатель активности — 73,7 %, в 1999 году было 66,0 %). Из 165 активных работали 151 человек (86 мужчин и 65 женщин), безработных было 14 (5 мужчин и 9 женщин). Среди 59 неактивных 13 человек были учениками или студентами, 31 — пенсионерами, 15 были неактивными по другим причинам.

## Фотогалерея
- Карта коммуны